# 日本アッセンブリーズ・オブ・ゴッド教団
日本アッセンブリーズ・オブ・ゴッド教団（にほんアッセンブリーズ・オブ・ゴッドきょうだん）は、天野弘昌が代表を務める日本の宗教法人である。
日本のプロテスタントペンテコステ派（聖霊派）の団体で日本福音同盟に加盟している。

## 概要

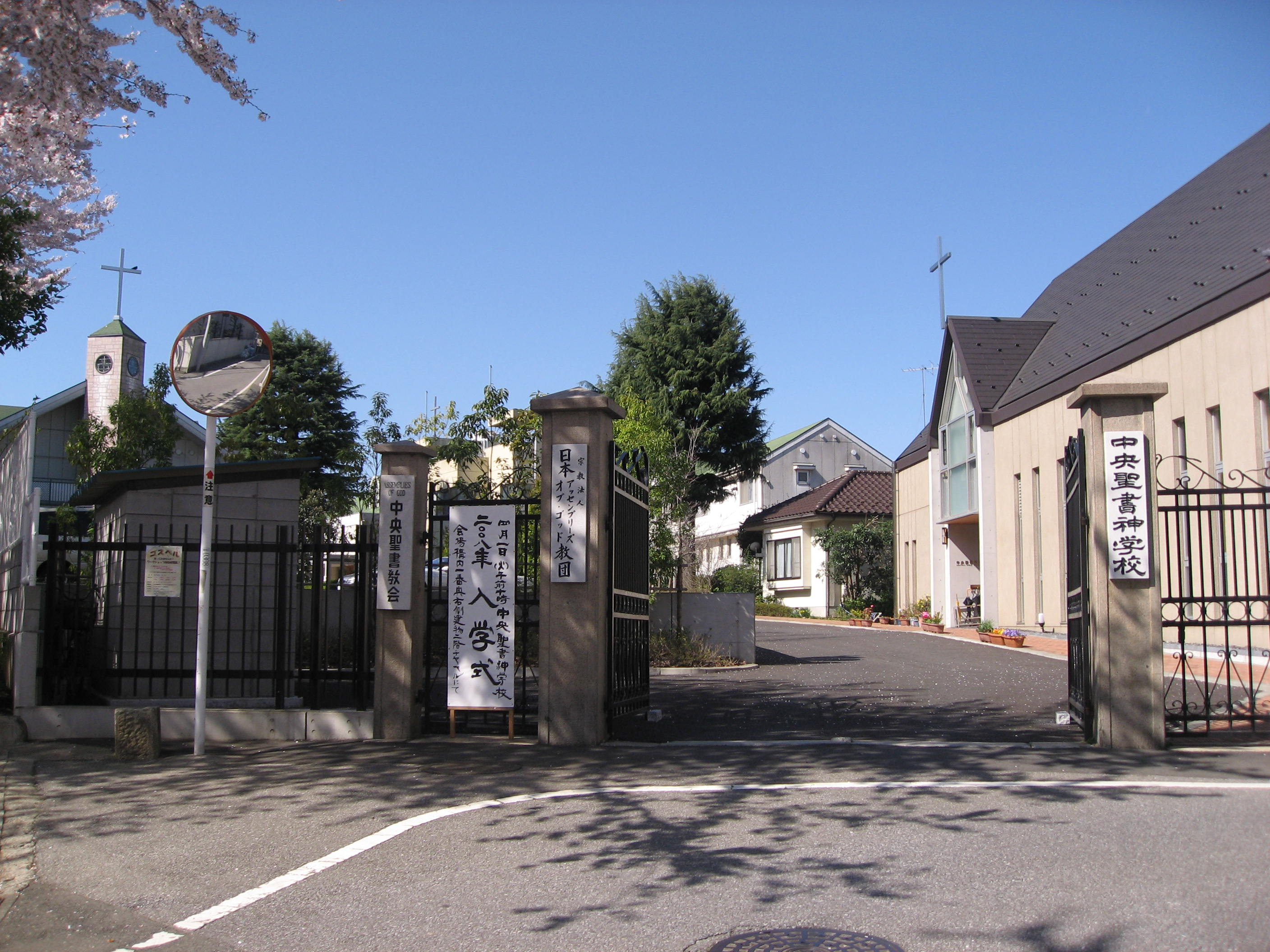
日本アッセンブリーズ・オブ・ゴッド教団正門（2008年4月1日撮影）。左：中央聖書神学校学生寮。右：中央聖書教会。

20世紀初頭のアメリカで起こったアズサ・ストリート・リバイバルに始まる近代ペンテコステ運動を発祥とする。大正初期にペンテコステ信仰に立つ宣教師が複数来日するが、1913年にその一人であるC・F・ジュルゲンセンとその一家が来日する。その後、1914年4月2日にアメリカでアッセンブリーズ・オブ・ゴッド教団が結成され、ジュルゲンセンも加入する。1921年には、後に教団総理となる弓山喜代馬が宣教活動に加わり、教団の基礎を築く。1941年、日本基督教団の成立に伴い、第10部に所属するが、戦後離脱し、1949年に日本アッセンブリーズ・オブ・ゴッド教団を結成する。
教団本部の所在地は東京都豊島区駒込。教団立の神学校として中央聖書神学校が教団本部に隣接して設置されている。教団総会における教勢報告(2018年度)では、信徒数12,191名(正会員のみ)、教会・伝道所数合計218を擁する。1988年、日本福音同盟に加入した。
礼拝中の説教に手話通訳をつけたり、中央聖書神学校に「ろう者聖書学校」課程を設けたりするなど、聴覚障害者伝道に力を入れている。

## 教義とその特色
「基本的真理に関する宣言」(全16項目)を必要最小限の教義として掲げている。以下に項目ごとの主な内容を記す。
1. 聖書の無誤性(十全逐語霊感説)・生活規範性
2. 三位一体
3. イエス・キリストの神性
4. 人間の全的堕落
5. キリストは唯一の贖罪主であること、および信仰義認
6. 洗礼(水のバプテスマ)と聖餐の遵守
7. 聖霊のバプテスマは新生とは別個の経験であり、すべての信者に受ける資格がある
8. 聖霊のバプテスマを受けたことは異言によって証明される
9. 聖化は日々の信仰生活の過程の中で実現する
10. 教会の使命遂行に寄与する聖霊のバプテスマの強調
11. 教会の使命とは世界宣教、神への礼拝、教会育成である
12. 神癒は福音の不可欠要素である
13. キリストの再臨および信者の復活・携挙
14. キリストの地上再臨後の千年期統治(前千年王国説)
15. 最後の審判
16. 新天新地

特に上記項目の7、8の印としての異言を伴う聖霊のバプテスマに関する教義にこの教団ないし古典的ペンテコステ運動の神学的特色を見ることができる。

## 沿革
- 1949年　滝野川の神召教会で創立総会を開き、日本アッセンブリーズ・オブ・ゴッド教団を結成した (初代理事長は弓山喜代馬)。全国に伝道を展開し、教会形成を進めた。
- 1950年　中央聖書神学校が設立され、教職養成がなされている。
- 1988年　日本福音同盟に加入した。
- 1949年　教団創立総会（滝野川神召教会）。
- 1950年　教団事務所を滝野川より駒込に移転。中央聖書神学校開校。
- 1951年　伝道部、SS部設置。
- 1952年　教団宗教法人認証（宗教法人法）。
- 1953年　総会にて四教区新設（東北、関東、東海、関西）。ラジオ京都より福音放送開始。
- 1954年　出版部設置。
- 1956年　北海道、中国、九州の三教区を設置。
- 1958年　教団発展に伴い教団規則一部変更（理事５名、代議員25名となる）。
- 1959年　厚生資金部設置。
- 1960年　宣百ホール献堂（関東・駒込）。
- 1961年　海外伝道部設置。
- 1964年　尾奈キャンプ場教団に移管、「奥浜名湖キャンプ場」と改称。
- 1967年　「聖書学校の日」制定（6月15日）。
- 1969年　教団創立20周年記念大聖会（駒込）。教団規則教規改正（理事7名、代議員35名となる）。
- 1971年　「壮年の日」制定（6月第3日曜日）。四国教区設置。
- 1972年　沖縄教区設置（沖縄復帰）。
- 1973年　教団本部・中央聖書学校校舎献堂。
- 1976年　第１回宣教会議（天城山荘）。
- 1979年　教団創立30周年史『御霊に導かれて』発刊。教団創立３０周年記念式典並びに大聖会が開催された（箱根小湧園）。浜名福音荘（東海）増築献堂。教団創立30周年記念全国一斉伝道月間。
- 1985年　教団代議員50名選出。
- 1987年　CBC関西分校開校式。
- 1988年　日本福音同盟（JEA）に加盟。
- 1989年　教団創立40周年記念研修会、40周年記念全国大聖会（河口湖畔）の開催。
- 1990年　「基本的真理に関する宣言」承認。北陸教区誕生。
- 1997年　韓国アッセンブリー教団と宣教協定締結。
- 1999年　日本ペンテコステ協議会（JPC）設立。[8]

## 組織
教団の運営計画は教団総会によって決定される。運営計画の執行は理事会が担当する。理事会の配下組織として局・部・委員会が置かれている。
全国の教会は11の教区(北海道教区、東北教区、関東北東教区、関東南西教区、東海教区、北陸教区、関西教区、中国教区、四国教区、九州教区、沖縄教区)に区分されている。
教団の教師養成機関として中央聖書神学校が置かれている。神学校の運営は学校理事会が責任を持つ。教師は正教師と補教師からなり、それぞれ個別の検定試験に合格し、理事長の認証を得ることが求められる。教会を担当する正教師は牧師、補教師は伝道師と呼ばれる。
教団の信徒となるためには、「基本的真理に関する宣言」を告白し、洗礼を受け、教会の会員に加入することが求められる。

## 歴代理事会
歴代理事長一覧
- 初代：弓山喜代馬
- 2代目：菊地隆之助
- 3代目：伊藤顯榮
- 4代目：佐布正義
- 5代目：菊山和夫
- 6代目：内村撒母耳
- 7代目：細井眞
- 8代目：寺田文雄
- 9代目：土屋潔
- 10代目：天野弘昌